# Legión tebana

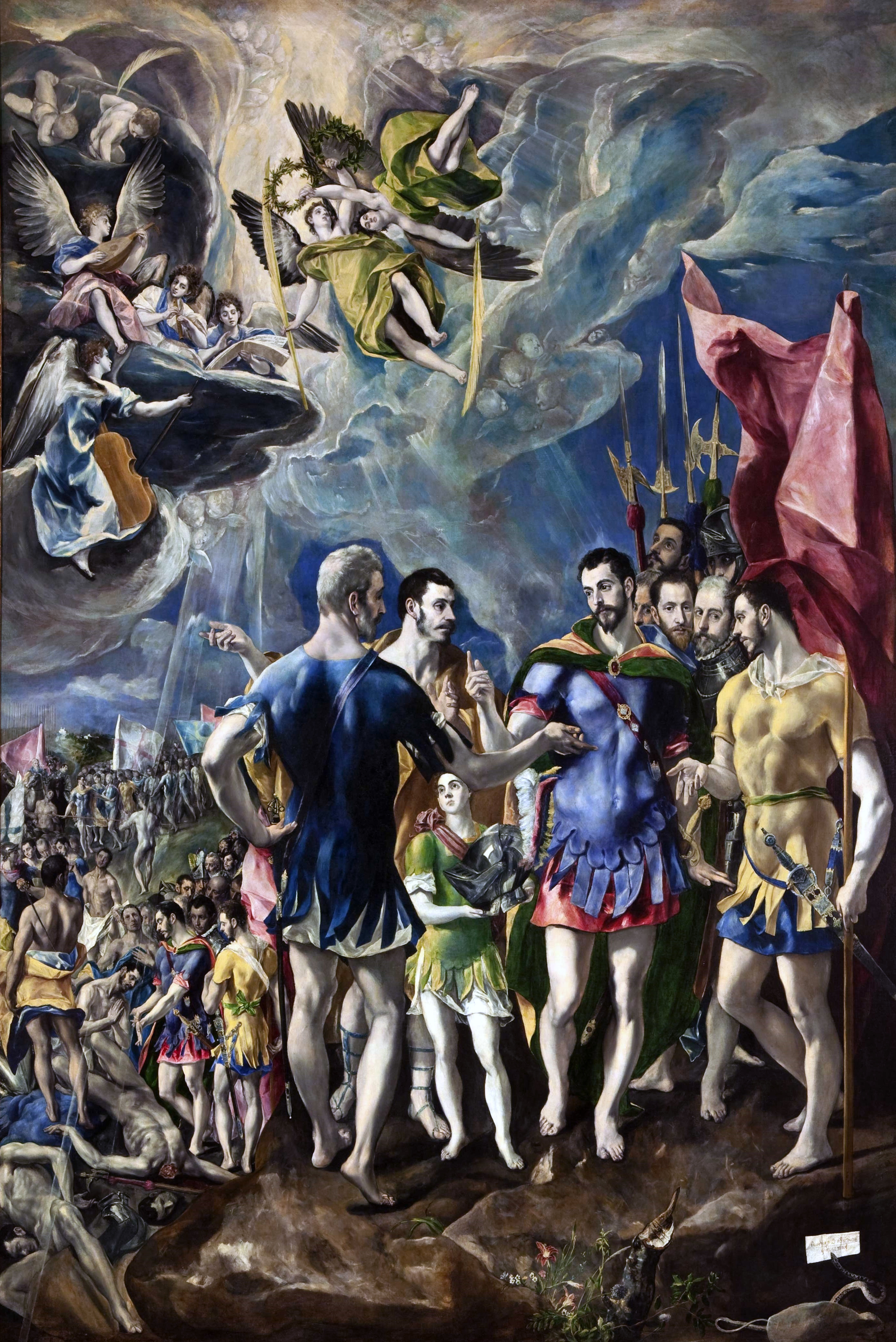
El martirio de San Mauricio, por El Greco.

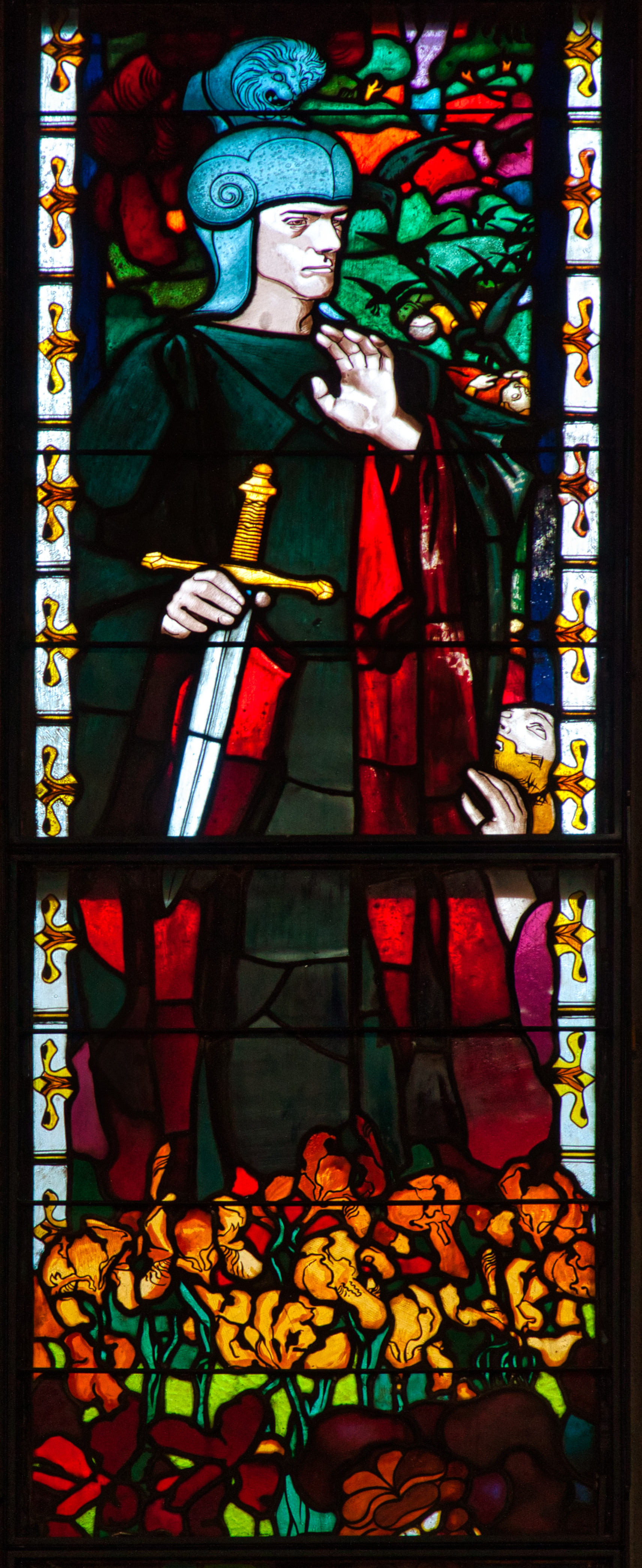
San Mauricio, por Józef Mehoffer.

La legión tebana fue una legión del ejército romano de Oriente que procedía de Tebas, en Egipto, y cuyos oficiales, entre los que se encontraba Mauricio el tebano, se habían convertido al cristianismo. Llamados por los emperadores Maximiano y Diocleciano a luchar contra las bagaudas rebeldes, fueron diezmados y masacrados entre 285 y 306 en Agauno (la actual San Mauricio), en el Valais (Suiza), por negarse a acatar órdenes que contravenían su religión. Se les venera desde entonces como santos y mártires católicos. Aunque la exactitud de todos los puntos del relato está discutida, la evidencia documental más antigua data de una carta del 450 d. C. de Euquerio, obispo de Lyon, a Salvio, unos 150 años después de los hechos.

## Origen de la legión
Según el historiador del siglo XIX Amédée Thierry, esta legión podría haber sido formada a partir de diversos cuerpos desempleados de los ejércitos de Oriente, entre otros la legión XXII o Legio Deiotariana. Señala que esta legión, denominada «Feliz» por su bravura y sus éxitos, estaba acantonada en Tebas (Egipto) antes de ser trasladada a Aelia Capitolina, la actual Jerusalén, donde tres de sus principales oficiales, Mauricio, Exuperio y Cándido, fueron convertidos al cristianismo por el obispo Himeneo. Una vez en Roma, se comprometieron ante el papa Cayo a que desobedecerían al emperador si este, tal y como ya lo había anunciado, decidiera convertir la guerra contra las revueltas bagaudas en persecución contra los cristianos.
Para el historiador Charles Robert –en su estudio de 1867 sobre las legiones romanas afectadas a la defensa del Rin y de sus valles adyacentes—, existían dos legiones compuestas por tebanos en los ejércitos romanos, la «I Maximiana Thebaeorum» y la «III Diocletiana Thebaeorum». Teniendo en cuenta que el obispo Euquerio de Lyon afirmó en el siglo V que Diocleciano había decidido mandar tropas de su ejército de Oriente para unirse in auxilium al ejército de Occidente de Maximiano, resulta muy probable que la legión tebana fuese la «III Diocletiana Thebaeorum». Estas dos legiones habían sido creadas por Maximiano y Diocleciano en sus campañas en el Norte de África cuando, tras haber sometido las ciudades de Coptos y de Busiris, en el Bajo Egipto, reclutaron a sus jóvenes para formar tres legiones: la «I Jovia Foelix Thebaeorum», la «I Maximiana Thebaeorum» y la «III Diocletiana Thebaeorum».

## Historia
Citado por una única fuente, tardía y de origen religioso, y omitido por los autores cristianos del período imperial romano, el episodio de la masacre de la legión tebana es considerado como legendario, en particular porque esta legión no aparece en la lista de las legiones romanas de la época.
Una leyenda cuenta que estando Mauricio el tebano en Agaunum con la legión que tenía a su mando, él y sus oficiales se negaron a rendir culto al emperador en una ceremonia pagana. Fue ejecutado junto con sus compañeros. Según otra leyenda, el coemperador Maximiano llamó a la legión tebana para perseguir a los cristianos del Valais. Como la mayor parte de los legionarios eran cristianos, se negaron a cumplir las órdenes imperiales y fueron masacrados. La legión tebana se componía de 6500 soldados coptos de la región de Tebas, en Egipto.
Un siglo más tarde, la basílica de Agaunum fue construida en el supuesto lugar de la masacre. Los restos mortales del mártir habrían sido exhumados por Teodoro de Sion, primer obispo conocido de Octoduro (la actual Martigny) y fundador del santuario de Agaunum, que adoptó el nombre de San Mauricio. Este santuario se convirtió en la abadía de San Mauricio en 515, durante el reinado del rey burgundio Segismundo. El primer rey de la Borgoña Transjurana, el conde de Auxerre Rodolfo, fue coronado en la abadía en 888.
Es difícil averiguar si la leyenda tiene una base histórica. El reinado de Diocleciano es un período al que se le atribuye mártires legendarios con frecuencia, y no es por lo tanto una fecha fidedigna. Algunos investigadores han formulado la hipótesis de una relación entre esta leyenda y la batalla que se habría librado allí en torno a 275-277, en la que los alamanes, tras haber devastado la meseta suiza, habrían sido detenidos en la cluse de San Mauricio, un desfiladero fácil de defender. Se descubrió allí una inscripción sobre la muerte de Junius Marinus en aquel combate.
Según una leyenda local de Tréveris, en Alemania, la legión tebana habría sido masacrada al norte de la ciudad de la época. De hecho, se descubrieron muchos cráneos, atribuidos a los mártires, en el sótano de la basílica de San Paulino. En el techo de la basílica, unos frescos barrocos relatan la masacre de la legión tebana. Pero se demostró que la iglesia fue edificada sobre el emplazamiento de un cementerio romano.
San Víctor de Marsella, oficial de la legión tebana que habría escapado a la masacre de Agaunum y se refugió en Marsella, murió como mártir en esa ciudad. Fue aplastado bajo la muela de un molino el 21 de julio de 303 (o 304 según otras fuentes) por haberse negado a abjurar de su fe cristiana.
Otra leyenda local, esta piamontesa, narra que varios supervivientes de la masacre, liderados por san Constancio, se refugiaron en la región de Cúneo y continuaron allí predicando el evangelio, hasta que fueron encontrados y ejecutados. La localidad de Villar San Costanzo es llamada así por causa de este grupo de santos legendarios, eliminados de la última edición del Martirologio.